# راسيل بوتس
راسيل بوتس هو سياسي أمريكي، ولد في 4 مارس 1939 في ريتشموند في الولايات المتحدة. نشط حزبياً في الحزب الجمهوري. وقد انتخب عضو مجلس ولاية فرجينيا ‏.